# Ralf Baecker
Ralf Baecker (geboren 1977 in Düsseldorf) ist ein deutscher Medienkünstler. Er ist Professor für Experimentelle Gestaltung neuer Technologien an der Hochschule für Künste Bremen.

## Biografie
Baecker studierte von 2002 bis 2007 Medienkunst an der Kunsthochschule für Medien Köln unter anderem bei Valie Export, Georg Trogemann, Ursula Damm, Anthony Moore und Siegfried Zielinski. Von 2014 bis 2016 war er Fellow an der Graduiertenschule der Universität der Künste Berlin gefördert von der Einstein Stiftung Berlin.
Seit 2016 ist er Professor für Experimentelle Gestaltung neuer Technologien an der Hochschule für Künste in Bremen.
Baecker lebt und arbeitet in Berlin und Bremen.

### Werk
Baeckers künstlerische Praxis verortet sich an den Schnittstellen von Kunst, Wissenschaft und Technologie. In seiner Praxis kombiniert er algorithmisch-generatives Denken mit einer skulpturalen Arbeitsweise. Seine oft raumgreifenden kinetischen und elektromechanischen Installationen und Maschinen erforschen grundlegende Mechanismen des Digitalen, der Kybernetik, von künstlichen neuronalen Netzwerken und künstlichem Leben. Das Verhalten seiner komplexen und poetischen Objekte oszilliert zwischen algorithmisch/künstlich und organisch/Natur-ähnlich. Als Übersetzungen und Verräumlichungen von digitalen Prozessen erlauben sie einen Blick hinter die Oberflächen zeitgenössischer Technologie und deren Machtstrukturen. Seine Objekte sind physische Realisierungen von Gedankenexperimenten, die als subjektive epistemologische Objekte entworfen worden sind, um grundsätzliche Fragen an das Digitale, an Technologie, Komplexität und die Grenzen zwischen Natur und Technologie zu stellen. Seine Projekte erproben neue Vorstellungsbilder des Maschinellen, des Künstlichen und des Realen.

### Ausstellungen
Seine Arbeiten wurden auf internationalen Festivals und Ausstellungen gezeigt, u. a. der Ars Electronica in Linz, der International Digital Art Biennial in Montreal, auf der International Triennial of New Media Art in Beijing, im Zentrum für Kunst und Medien (ZKM) in Karlsruhe, im Martin-Gropius-Bau Berlin, im Haus der Kulturen der Welt, im WINZAVOD Moskau, im LABoral Centro de Arte Gijón, im MoCA Taipei, im Centre de Cultura Contemporània de Barcelona (CCCB), im ICC (InterCommunication Center) Tokyo, im Kasseler Kunstverein und in der Malmö Konsthall.

### Auszeichnungen
Baecker wurde für seine künstlerische Arbeit mit zahlreichen nationalen und internationalen Preisen und Stipendien ausgezeichnet, darunter den Hauptpreis des Japan Media Art Festivals 2017, lobende Erwähnungen beim Prix Ars Electronica 2012, 2015 und 2023, einen zweiten Preis beim VIDA 14.0 Art & Artificial Life Award in Madrid, ein Arbeitsstipendium der Stiftung Kunstfonds Bonn, das Arbeitsstipendium für Medienkunst der Stiftung Niedersachsen 2010 und das Stipendium der Graduiertenschule der Künste der Universität der Künste Berlin und der Einstein Stiftung.